# The Simp and the Sophomores
The Simp and the Sophomores er en amerikansk stumfilm fra 1915 af Will Louis.

## Medvirkende
- Raymond McKee som Percy Quince.
- Harry B. Eytinge som Stout.
- Arthur Housman som Tom Haze.
- Oliver Hardy som Arm. Strong.
- Jean Dumar som Alice Fields.